# Bernard Widrow
Bernard Widrow (* 24. Dezember 1929) ist ein amerikanischer Professor im Bereich Elektrotechnik auf der Stanford University. Er lieferte wesentliche Arbeiten im Bereich der Informationstheorie wie das Quantisierungstheorem und ist Mitentwickler des LMS-Algorithmus mit Marcian Edward Hoff.

## Leben
Widrow studierte Elektrotechnik am Massachusetts Institute of Technology mit dem Masterabschluss 1953 und der Promotion 1956. Er war am Lincoln Laboratory des MIT und ab 1956 Assistant Professor am MIT. 1959 wurde er Professor für Elektrotechnik an der Stanford University. 2010 emeritierte er.
1960 stellte er mit Hoff das Adaline-Modell eines neuronalen Netzes vor.
Er wurde für seine Arbeiten 1986 mit der IEEE Alexander Graham Bell Medal und im Jahr 2001 mit der Benjamin Franklin Medal ausgezeichnet.

## Publikationen
- Bernard Widrow, Samuel Stearns: Adaptive Signal Processing. Pearson, 1985, ISBN 81-317-0532-3.
- Simon Haykin, Bernard Widrow: Least-Mean-Square Adaptive Filters. John Wiley & Sons, 2003, ISBN 978-0-471-21570-7.
- Bernard Widrow, Eugene Walach: Adaptive Inverse Control: A Signal Processing Approach. John Wiley & Sons, 2007, ISBN 978-0-470-22609-4.
- Bernard Widrow, István Kollár: Quantization Noise: Roundoff Error in Digital Computation, Signal Processing, Control, and Communications. Cambridge University Press, 2008, ISBN 978-0-521-88671-0.
- Bernard Widrow: Cybernetics 2.0. Springer Nature Switzerland, 2023, ISBN 978-3-03098142-6.